# Grubeulepis katzmanni
Grubeulepis katzmanni är en ringmaskart som beskrevs av Pettibone 1986. Grubeulepis katzmanni ingår i släktet Grubeulepis och familjen Eulepethidae. Inga underarter finns listade i Catalogue of Life.